# 知的財産検定
知的財産検定（ちてきざいさんけんてい）は、かつて実施されていた知的財産に関する検定試験である。

## 概要
企業活動において実際に起こった知的財産に関連する事例から、問題を発見し、解決する能力を認定する検定試験であった。
日本弁理士会が後援し、2004年から2008年まで知的財産教育協会によって実施された。2008年7月からは国家資格である知的財産管理技能士の認定のための検定である、技能検定の知的財産管理職種に移行した。なお、移行後も検定の実施は知的財産教育協会が行っている。
検定は1級（特許）と2級との2区分であったが、1級・2級に準ずる成績の場合には、それぞれ準1級・準2級と認定された。

## 試験内容
- 原則年2回実施（ただし、2006年は3月・7月・11月の3回実施された）。団体受験も行われた。
- 実施試験科目は、1級（特許）、2級。さらに、2級の科目試験（特許、意匠・商標、著作権・不正競争防止法・独占禁止法等の3科目）もある。
- 筆記試験（マークシート方式）。1級（特許）：60問・180分、2級：60問・90分、2級科目試験（1科目）：25問・40分。
- 受験資格は特にないが、1級認定は2級合格が前提。

## 合格基準
合格基準は、検定委員会が実際の問題と採点結果データを検証し、TOEICなどでも採用されている項目応答理論（IRT）も活用しながら決定する。このため、基準値は変動するが、合格の目安となる正答率は、1級（特許） 約80％、準1級（特許） 約65％、2級 約70％、準2級 約60％とされていた。
また、合格率は2008年第1回実績で、1級（特許） 5.1％、準1級（特許） 35.7％、2級 37.5％、準2級 34.2％であった。1級の合格率は、弁理士試験と同等であった。

## 他の試験との関係

### 知的財産管理技能士
知的財産検定は2008年3月の試験をもって終了し、2008年7月からは技能検定の知的財産管理職種が実施されている。知的財産検定合格者については、特例講習を受講し2011年（平成23年）3月31日までに修了試験に合格することで、国家資格である知的財産管理技能士への移行が可能であった。

### 弁理士
知的財産検定は、企業において弁理士と協働する知財責任者や担当者のための実力検定と位置づけられており、法律の知識だけではなく、実務に関する知識も問われる点で、検定の内容が弁理士試験と異なっていた。具体的には、外国実務知識、契約概論は、知的財産検定のみで科され、弁理士試験では問われない。なお、問題の難易度や受験者の能力が異なるため一概には比較できないが、知的財産検定1級の合格率は、弁理士試験の合格率（6%～7%）よりも低かった。

## 実施団体
- 名称 - 一般社団法人 知的財産教育協会
- 所在地 - 東京都港区愛宕3丁目13番7号ＭＧ愛宕ビルディング3階
- 団体設立 - 2002年12月
- 法人設立 - 2003年8月
- 活動内容 - 知的財産に関する能力検定試験制度の設計、開発及び実施又はこれらの監修、公認、後援若しくは協賛等
- 代表者 - 棚橋祐治 代表理事（元通商産業省事務次官）

## 関連書籍
- 「知的財産検定（2級）公認ガイドブック 第3版」 知的財産教育協会監修／法学書院編集部編 法学書院 ISBN 4-587-56162-2
- 「知的財産検定2級公式テキスト」 知的財産教育協会編 [特許法・実用新案法]，[意匠法・商標法]，[著作権法・不競法・独禁法等] 株式会社アップロード ISBN 4-9903120-0-7, ISBN 4-9903120-1-5, ISBN 4-9903120-2-3
- 「知的財産検定1級学習の手引き -過去問題厳選40問収録-」知的財産教育協会編 A5判 株式会社アップロード ISBN 978-4-9903120-3-9